# Гайденау
Гайденау (нім. Heidenau) — місто в Німеччині, розташоване в землі Саксонія. Входить до складу району Саксонська Швейцарія — Східні Рудні Гори.
Площа — 11,00 км2. Населення становить 16 641 ос. (станом на 31 грудня 2020).

## Українська громада
Після закінчення Другої світової війни у Гайденау створено табір для біженців, у якому поселено близько 7000 українців. У таборі організували дитсадок, народну школу, гімназію, технічно-ремісничу і музичну школи, народний університет, бібліотеку і сім фахових курсів; діяли драматичний гурток, хор, оркестр, балет, кооператив, громадські організації, братства при українських православній і католицькій церквах; виходили тижневики «Луна» (1946), «Наша пошта» (1946– 47), щоденник «Останні вісті» (після формального закриття від 1948 видавався під назвою «Радіо-бюлетень», згодом – «Інформаційний бюлетень»). Видавництво «Заграва» (засн. М. Дроздовський) друкувало твори українських письменників та шкільні підручники для українських шкіл Німеччини.

## Галерея

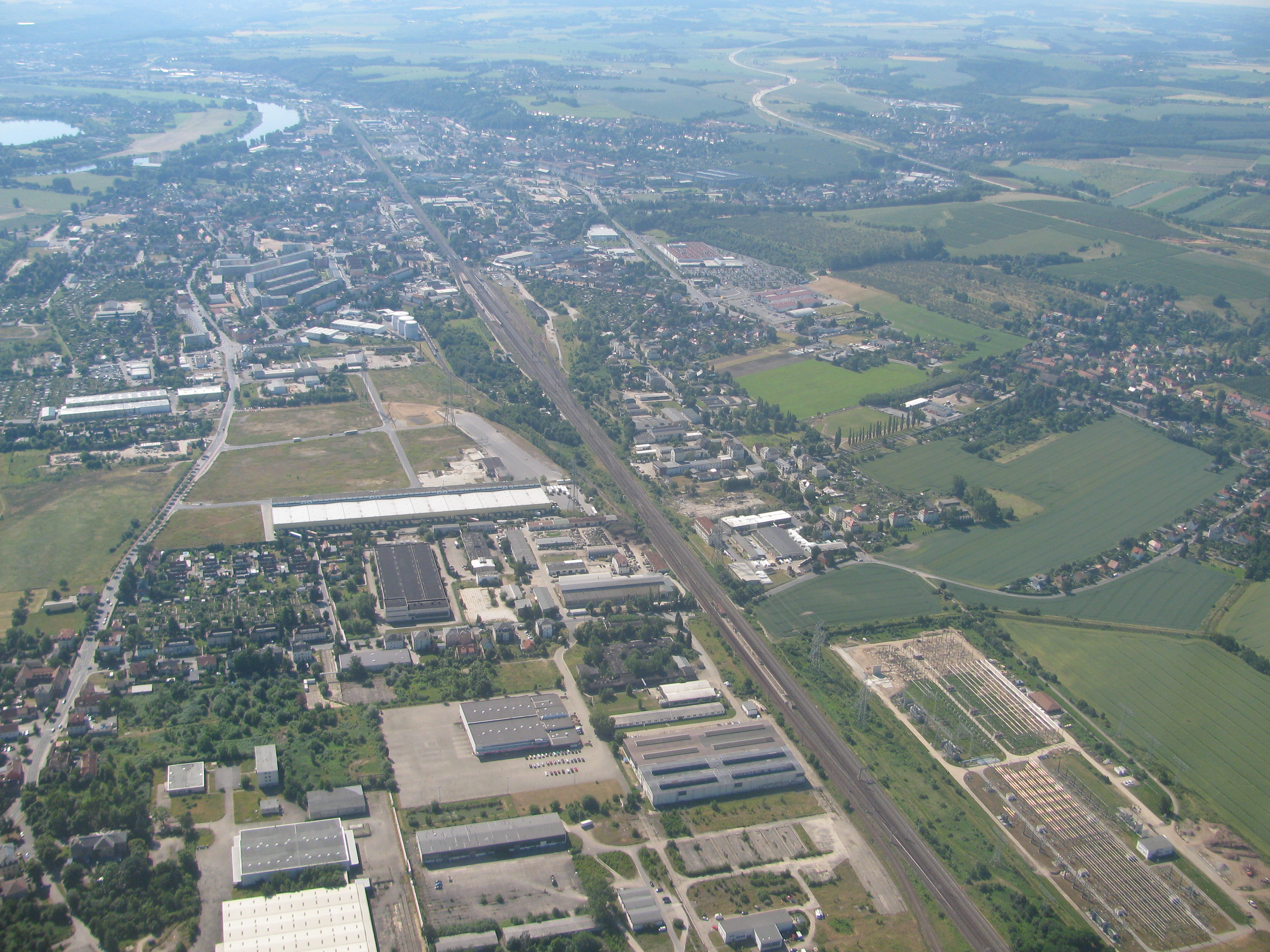
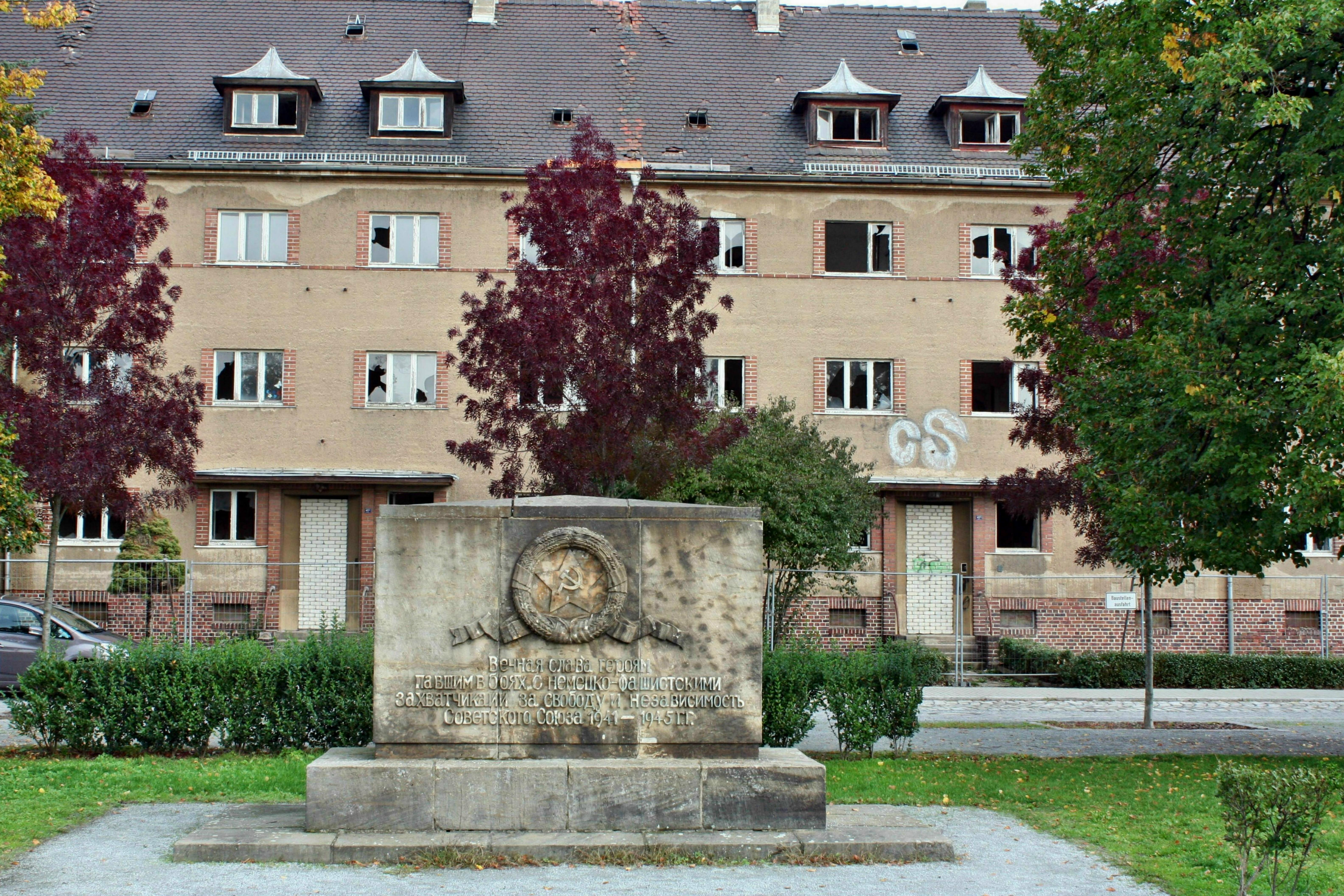
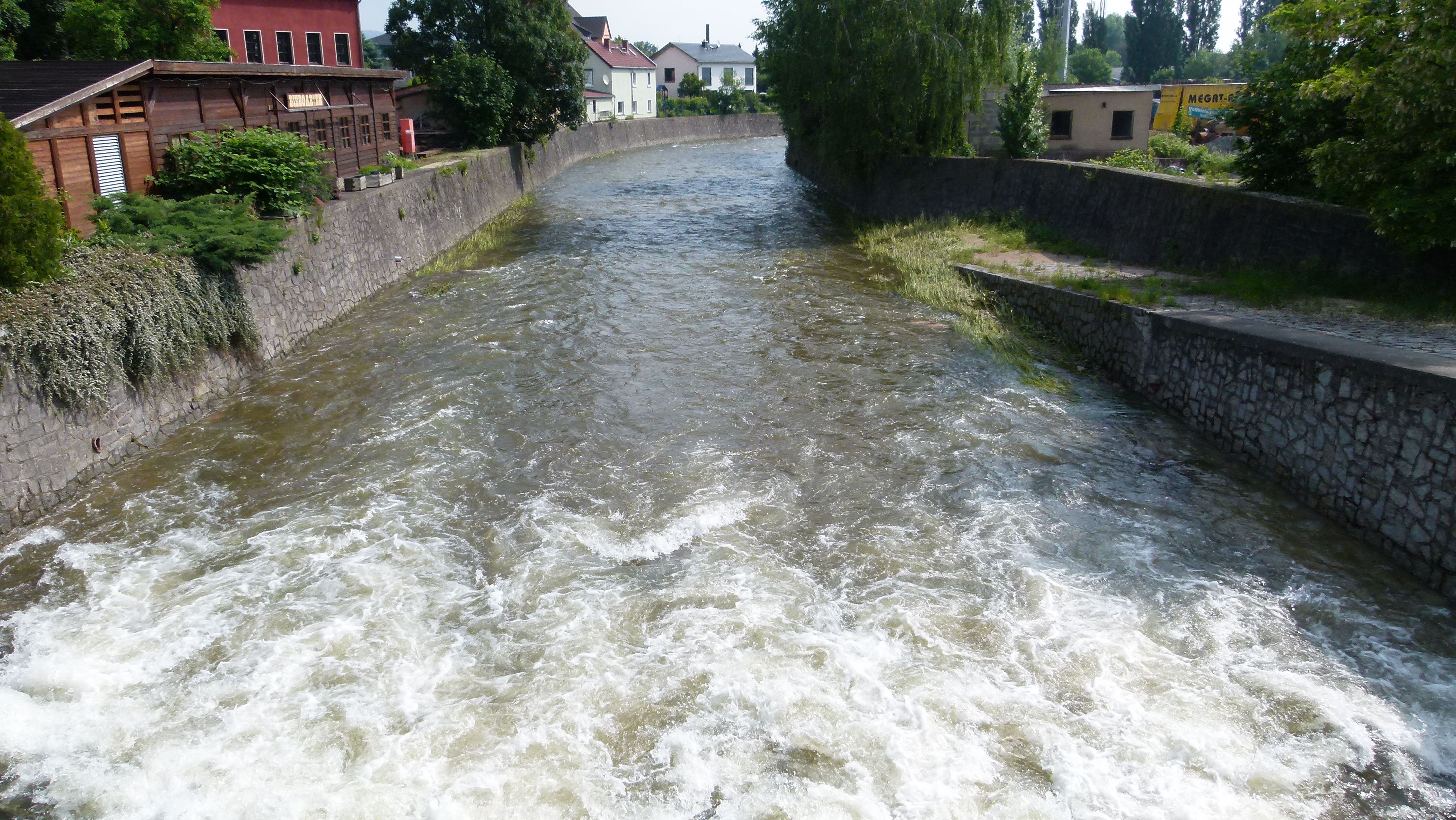
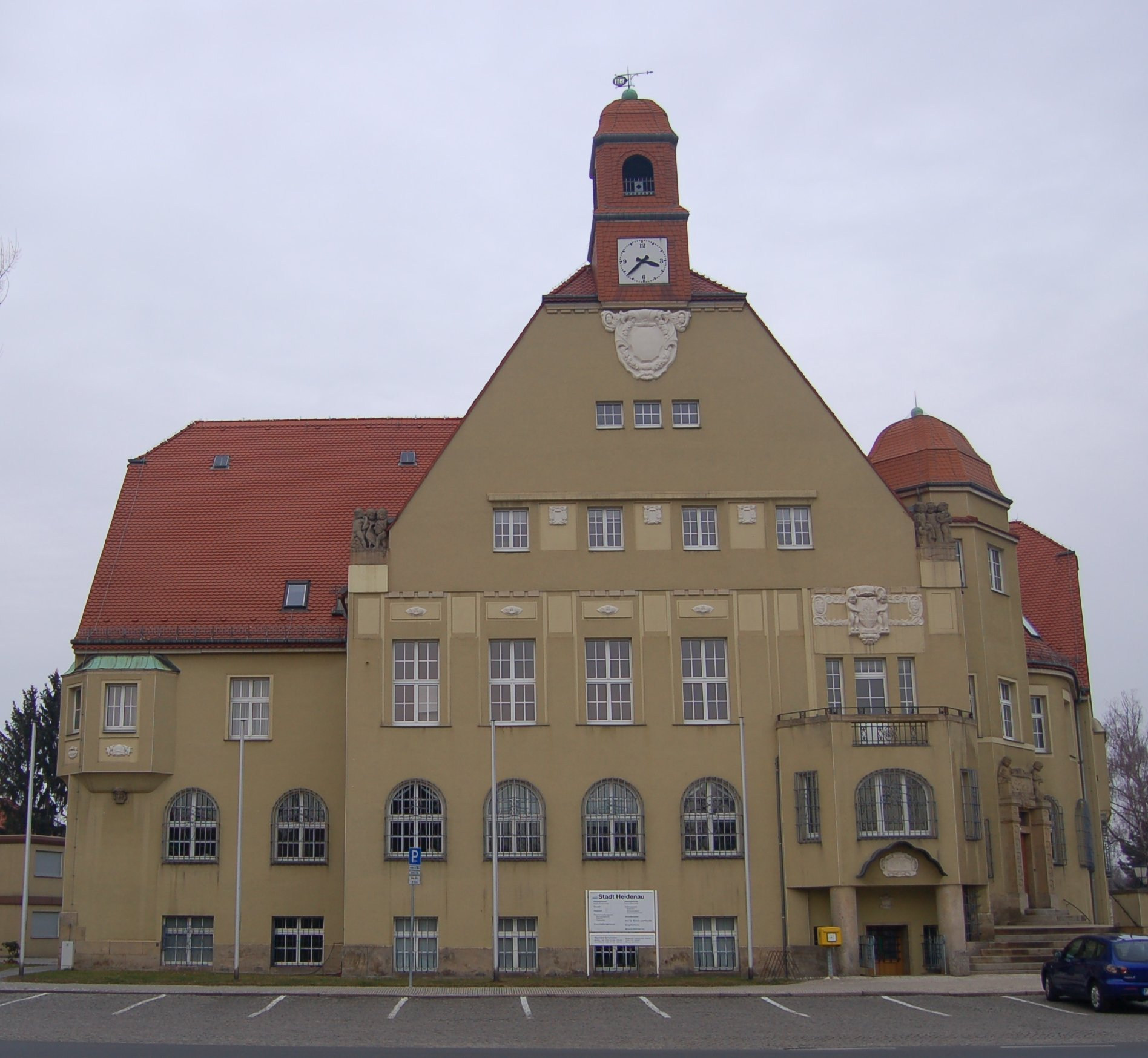
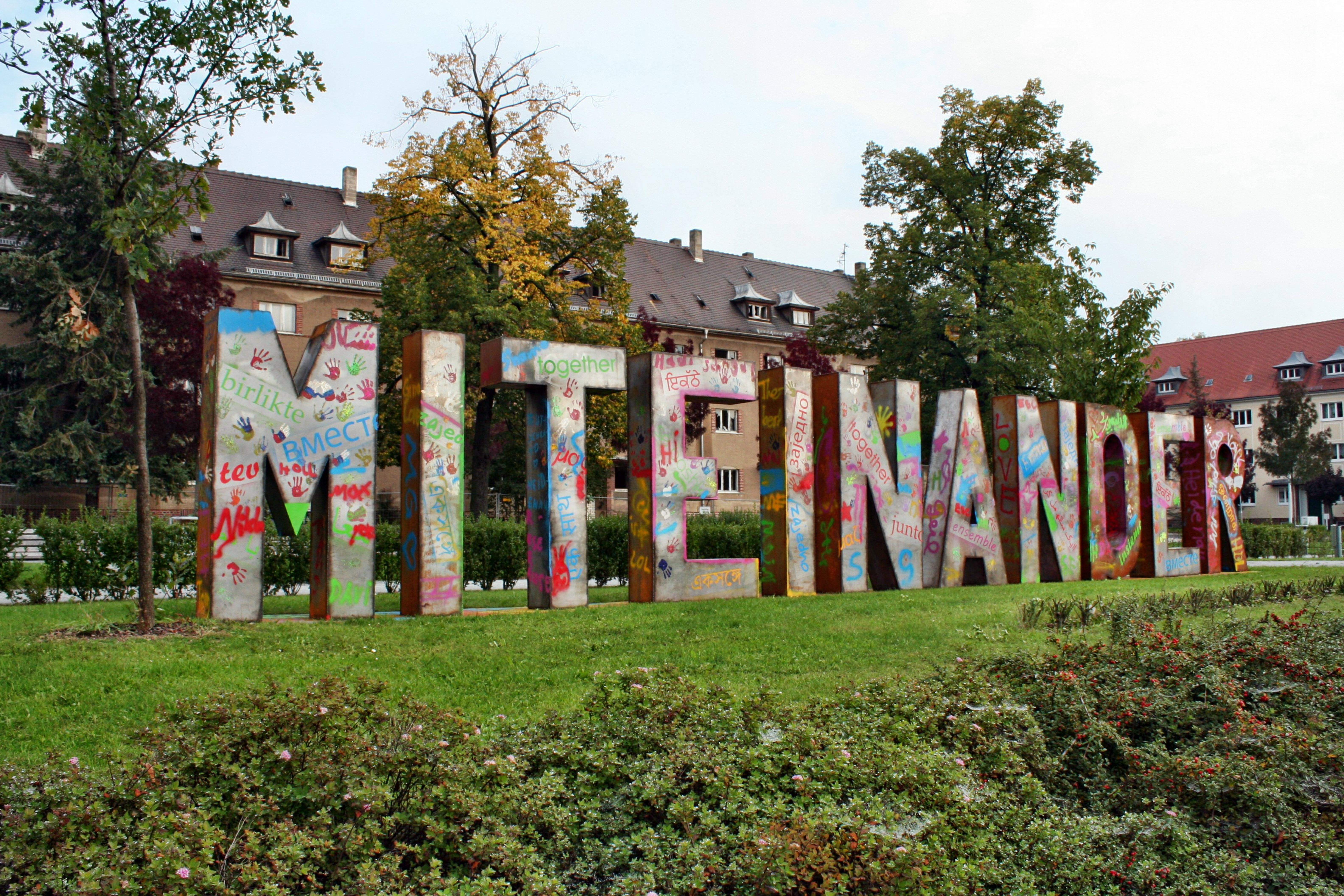
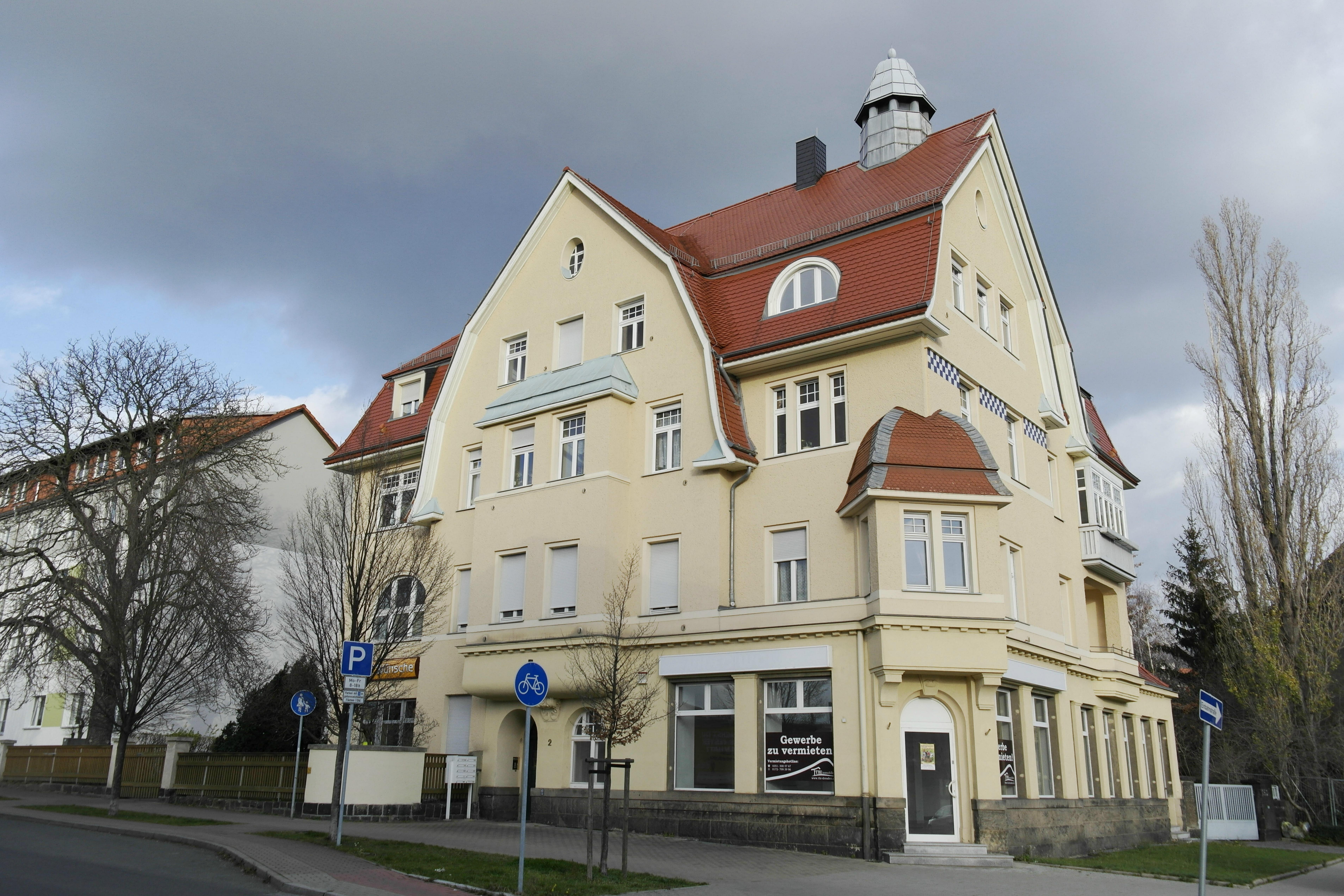